# A.J.P. Taylor
Alan John Percivale Taylor (Birkdale, 26 maart 1906 - Londen, 7 september 1990) was een Brits historicus.
Taylor was een historicus die geschiedenis en academici populair maakte bij het grote publiek, vooral via het medium televisie. Dit kon hij omdat hij heel goed verhalen kon vertellen. Zelfs de meest complexe, historische uiteenzettingen maakte hij begrijpelijk voor het grote publiek. Hij was een van de bekendste historici in zijn tijd en tevens een van de meest controversiële.

## Jeugd
Alan Percivale Taylor werd geboren in 1906 in het dorpje Birkdale te Lancashire. Hij was enig kind van een welgestelde industrieel. Hierdoor groeide hij op in grote materiële luxe. Op emotioneel vlak werd er echter minder goed voor hem gezorgd. Hij had weinig contact met zijn ouders of andere kinderen en werd dikwijls achtergelaten bij kinderjuffrouwen en zijn moeder gedroeg zich afstandelijk. Gelukkig was hij vrij intelligent. Zo leerde hij zichzelf, naar eigen zeggen, lezen en schrijven nog voor hij vier jaar was om de eenzaamheid te ontvluchten. Op school was hij niet populair. Hij was dan wel intelligent, maar ook heel rebels waardoor hij buiten het schoolgebeuren vooral contact had met volwassenen. Toen Lenin in 1917 de Russische deelname aan de oorlog beëindigde, bekeerden Taylors ouders zich tot het socialisme. De elfjarige Taylor volgde hun voorbeeld. Later vond hij ook de hiaten in het marxisme, maar zijn progressieve levensbeschouwing bleef hij behouden.
Zijn moeder stuurde hem voor het middelbaar onderwijs naar christelijke-humanistische quaker-kostscholen. Daar werd hij een briljant student genoemd. Hij las enorm veel, had een olifantengeheugen en een aangeboren talent om te schrijven. In 1921 ging Taylor naar de ‘College Class’, een aparte klas voor de bollebozen op school, in voorbereiding op de universiteit. Hier besloot hij dat hij zich wilde voorbereiden op een geschiedenisstudie in Oxford. Die vatte hij aan 1924. Dit was een uitzonderlijke keuze, omdat de rest van de intelligente jongens voor de natuurwetenschappelijke kant kozen. Taylor bleef echter tegendraads en opstandig. Wanneer er dan ook bijvoorbeeld een rebellie uitbrak, in de periode dat veel jonge docenten naar het front waren gestuurd, was het dan ook vanzelfsprekend dat Taylor deze aanvoerde.

## Professionele carrière als historicus
Op aanraden van een van zijn docenten van de Universiteit van Oxford trok hij naar Wenen om er bij de historicus A.F. Pribam in de leer te gaan. Van Pribam leerde Taylor om kritisch om te gaan met bronnen en zich te onthouden van waardeoordelen.
Na zijn tweejarig verblijf in Wenen keerde Taylor terug naar Engeland, waar hij een aanstelling kreeg aan de Universiteit van Manchester. Hier bleek al dat hij een buitengewoon goed spreker was.
In 1934 publiceerde Taylor zijn eerste boek, genaamd The Italian problem in European diplomacy, 1847 - 1849. Daarin werd de tijdsgeest van het positivisme weerspiegeld, die Taylor toen ook aanhing. Later ging hij een andere visie op geschiedenis ontwikkelen. De aanzet hiertoe was een anekdote uit het werk van historicus Pieter Geyl, dat de meeste gebeurtenissen in de geschiedenis gevolg waren van toevalligheden.
Tijdens zijn jaren aan de universiteit van Manchester, schreef hij ook voor de krant Manchester Guardian.
Eind jaren dertig verliet hij Manchester en ging hij doceren aan Oxford, waar hij de rest van zijn carrière zou blijven. Ook hier publiceerde hij een aantal boeken. Zijn tegendraadsheid kwam steeds nadrukkelijker aan de orde. Hij koesterde sympathie voor Rusland en geloofde in het blijvende gevaar van het Duitse militarisme. Zo beweerde hij nog lang na de oorlog dat Europa beter af was met Russische dan met Amerikaanse bemoeienis. Dit kwam tot uiting in zijn afschuw voor de Koude Oorlog en de nucleaire wapenwedloop. Hij was tevens lid van de Beweging voor Nucleaire Ontwapening.

## Kritiek op Taylor
Zijn optreden in de media werd niet zo gewaardeerd door zijn collega-wetenschappers. Hij zou slechts kunstjes vertonen, maar weinig intellectuele prestaties afleveren. Hij werd het 'enfant terrible' onder de wetenschappers genoemd.

## Televisiecarrière
Voor hij bekend werd door zijn verschijning in het populaire debatprogramma In The News (BBC, 1950-56), had hij al radio-uitzendingen gedaan tijdens de Tweede Wereldoorlog. Tijdens een van de uitzendingen van In The News weigerde hij te praten met de andere panelleden. De BBC verbande hem hierop gedurende tien maanden uit het programma. Toen hij terugkwam, betreurde hij het uiteenvallen van het oude panel en de manier waarop de serie een platform werd voor politieke promotie. Daarop besloot hij dat zijn optreden op 10 december 1954 zijn laatste zou zijn.
Na zijn uittreden uit de serie, werd hij door de media de 'sulky don' genoemd. Hij uitte openlijk kritiek op de BBC in krantencolumns. Hij bepleitte de noodzaak van vrije omroepen en werd vicepresident van de Popular Television Association, een organisatie die ijverde voor de introductie van commerciële zenders.
Toen de commerciële omroep ITV gelanceerd werd, werden dezelfde vier panelleden uit In The News, eerder uitgezonden door de BBC, weer opgetrommeld om deel te nemen aan Free Speech. Het programma had hetzelfde concept. Het betrof live debatten over actuele thema's en werd bovendien opnieuw door hetzelfde duo, Irwin en Lustgarten, geproduceerd.
Een van de producers van Free Speech, namelijk Irwin, stelde aan Taylor voor om enkele van zijn lezingen aan de Universiteit van Oxford bij een breder publiek te introduceren via het medium televisie. En zo geschiedde het dat er eerst een driedelige serie rond de Russische Revolutie ontstond en later ook bij uitbreiding een dertiendelige serie genaamd Alan Taylor Lectures: When Europe was the Centre of the World. Die serie werd uiteraard uitgezonden op ITV in de tijdsperiode van 1957 tot 1958. In Challenge sprak Taylor nog tegen een publiek, maar hij vond dat de frequente wisselingen van positie van de camera van hem naar het publiek, te afleidend waren. Daarom sprak hij vanaf toen in al zijn andere lezingen rechtstreeks tegen de camera. Het publiek was geïntrigeerd door Taylors vaardigheid om verhalen boeiend te vertellen.
Verrassend genoeg keerde Taylor in 1962 terug naar de BBC voor de serie The Twenties. Dit had voornamelijk te maken met het feit dat ook producer Irwin de terugkeer had gemaakt naar de BBC. In die serie doceerde hij over de actuele politiek. Vanaf dan werkte Taylor zowel voor ITV als de BBC. Een hele reeks series volgden, waarna Taylor plots een pauze inlaste van negen jaar. Op uitnodiging van producer Edward Mirzoeff, verbonden aan de BBC, hernam Taylor zijn televisiewerk. Opnieuw volgde een aantal series.

## Levenseinde
In 1985 leed Taylor al aan de ziekte van Parkinson dat ook geheugenverlies met zich meebracht. Vijf jaar later werd hij geveld door de ziekte: in september 1990 stierf hij op 84-jarige leeftijd.

## Publicaties
- The Italian Problem in European Diplomacy, 1847–1849, 1934.
- (editor) The Struggle for Supremacy in Germany, 1859–1866 by Heinrich Friedjung, 1935.
- Germany's First Bid for Colonies 1884–1885: a Move in Bismarck's European Policy, 1938.
- The Habsburg Monarchy 1809–1918, 1941, revised edition 1948.
- The Course of German history: a Survey of the Development of Germany since 1815, 1945.
- Co-edited with R. Reynolds British Pamphleteers, 1948.
- Co-edited with Alan Bullock A Select List of Books on European History, 1949.
- From Napoleon to Stalin, 1950.
- Rumours of Wars, 1952.
- The Struggle for Mastery in Europe 1848–1918 (Oxford History of Modern Europe), 1954.
- Bismarck: the Man and Statesman, 1955.
- Englishmen and Others, 1956.
- co-edited with Sir Richard Pares Essays Presented to Sir Lewis Namier, 1956.
- The Trouble Makers: Dissent over Foreign Policy, 1792–1939, 1957.
- Lloyd George, 1961.
- The Origins of the Second World War, 1961.
- The First World War: an Illustrated History, 1963.
- Politics In Wartime, 1964.
- English History 1914–1945 (Volume XV of the Oxford History of England), 1965.
- From Sarajevo to Potsdam, 1966.
- From Napoleon to Lenin, 1966.
- The Abdication of King Edward VIII by Lord Beaverbrook, (editor) 1966.
- Europe: Grandeur and Decline, 1967.
- Introduction to 1848: The Opening of an Era by F. Fejto, 1967.
- War by Timetable, 1969.
- Churchill Revised: A Critical Assessment, 1969.
- (editor) Lloyd George: Twelve Essays, 1971.
- (editor) Lloyd George: A Diary by Frances Steveson, 1971.
- Beaverbrook, 1972.
- (editor) Off the Record: Political Interviews, 1933–43 by W. P. Corzier, 1973.
- A History of World War Two: 1974.
- "Fritz Fischer and His School," The Journal of Modern History Vol. 47, No. 1, March 1975
- The Second World War: an Illustrated History, 1975.
- (editor) My Darling Pussy: The Letters of Lloyd George and Frances Stevenson, 1975.
- The Last of Old Europe: a Grand Tour, 1976.
- Essays in English History, 1976.
- "Accident Prone, or What Happened Next," The Journal of Modern History Vol. 49, No. 1, March 1977
- The War Lords, 1977 (Ned. vert. De oorlogsbazen, 1979).
- The Russian War, 1978.
- How Wars Begin, 1979.
- Politicians, Socialism, and Historians, 1980.
- Revolutions and Revolutionaries, 1980.
- A Personal History, 1983.
- An Old Man's Diary, 1984.
- How Wars End, 1985.
- Letters to Eva: 1969–1983, edited by Eva Haraszti Taylor, 1991.
- From Napoleon to the Second International: Essays on Nineteenth-century Europe. Ed. 1993.
- From the Boer War to the Cold War: Essays on Twentieth-century Europe. Ed. 1995.

## Chronologisch overzicht televisieseries
- In the News
- Free Speech
- Challenge
- Alan Taylor Lectures: When Europe was the Centre of the World
- First World War
- The Twenties
- Men of 1862
- The Big Rows
- World War
- Revolution 1917
- The War Lords
- How Wars Begin
- Revolution
- Edge of Britain
- How Wars End